# ザ・ターン・オヴ・ザ・ライツ
ザ・ターン・オヴ・ザ・ライツ（the turn of the lights）はブラジルのヘヴィメタルバンド、アンドレ・マトスの3作目のアルバム。アズール・ミュージックよりリリースされた。日本では、アヴァロン・レーベルより日本盤がリリースされ、通常版（MICP-11059）に加えて、ボーナス・ディスク付スペシャル・エディション（MICP-20002）がリリースされた。またスペシャル・エディションは、スーパー・ハイ・マテリアルCDでのリリースされている。

## 収録曲
1. Liberty
2. Course Of Life
3. The Turn Of The Lights
4. Gaza
5. Stop!
6. On Your Own
7. Unreplaceable
8. Oversoul
9. White Summit
10. Light - Years
11. Sometimes

ボーナス・ディスク収録曲
1. At Least A Chance（1989年ヴァイパー在籍時にリリースした同曲のリメイク）
2. I Don't Believe In Love  （クイーンズライクのカヴァー）
3. Fake Plastic Trees  （レディオヘッドのカヴァー）：日本通常盤にもボーナストラックとして収録。
4. 氷雨 （とまりれん作詞・作曲の演歌曲のカヴァー）

## 参加ミュージシャン
- アンドレ・マトス (Andre Matos) - ボーカル、ピアノ
- ヒューゴ・マリウッティ (Hugo Mariutti) - ギター
- アンドレ“ザザ”ヘルナンデス (André "Zaza" Hernandes) - ギター
- ブルーノ・ラディスロウ (Bruno Ladislau) - ベース
- ロドリーゴ・シルヴェイラ (Rodrigo Silveira) - ドラムス